# Uitzicht

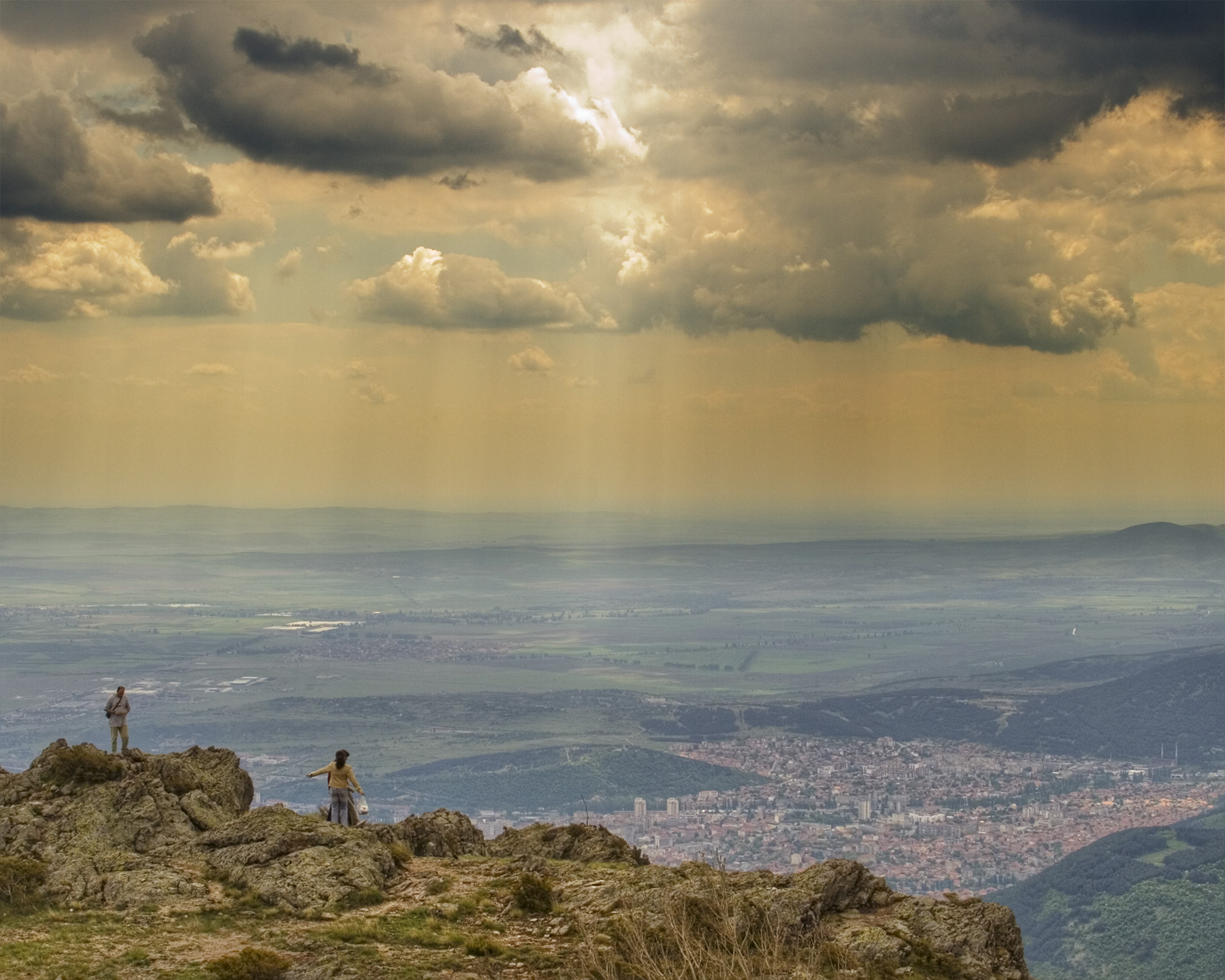
Uitzicht vanaf een berg in Bulgarije

Een uitzicht of panorama is een beeld dat men kan zien vanaf een hoog gelegen locatie, bijvoorbeeld een hoog bouwwerk (uitzichttoren) of een bergtop.
In een vlak landschap, zoals veel voorkomt in Nederland of Vlaanderen, is een panorama vanaf het maaiveld te zien.
Een uitzicht heeft kunstschilders vaak geïnspireerd tot het schilderen van een genreschilderij.
In de fotografie zijn er speciale camera's gebouwd voor het maken van panoramaopnames. Bij digitale fotografie is het vaak mogelijk om meerdere foto's als een enkel panorama aan elkaar te "plakken" of een panorama in een enkele opname op te nemen waarbij de camera om zijn as wordt gedraaid.